# Drosera sessilifolia
Drosera sessilifolia é uma espécie de planta carnívora do gênero Drosera que é nativa do Brasil, Guiana, e Venezuela e cresce em solos arenosos ou de cascalho com infiltrações sazonais onde uma fina película de água se acumula. Ela produz uma roseta de folhas carnívoras em forma de cunha, que são geralmente amareladas mas se tornam mais vermelhas com a idade. Inflorescências produzem flores de cor rosa a lilás. D. sessilifolia tem número de cromossomos de 2n = 20.
Drosera sessilifolia foi descrita pela primeira vez por Augustin Saint-Hilaire em 1824, depois de sua descoberta no extremo oeste do estado brasileiro de Minas Gerais, perto do Rio São Francisco. Seguidamente, George Bentham, descreveu a D. dentata da Guiana, a qual Ludwig Diels reduziu a sinônimo com a D. sessilifolia em sua monografia sobre as Droseraceae, 1906. Ela se relaciona de perto com a D. burmannii, a única outra espécie no subgênero Thelocalyx, embora a D. burmannii seja nativa da Austrália e do Sudeste Asiático.